# Sturmia bellina
Sturmia bellina är en tvåvingeart som beskrevs av Louis-Paul Mesnil 1944. Sturmia bellina ingår i släktet Sturmia och familjen parasitflugor.
Artens utbredningsområde är Madagaskar. Inga underarter finns listade i Catalogue of Life.